# Берікон
Берікон (також Берикон, нім. Berikon) — громада  в Швейцарії в кантоні Ааргау, округ Бремгартен.

## Історія
Вперше Берикон згадується в 1153 році як придворне містечко Берхгайм. З часом назва містечка змінювалася з Берхгайм на Берггайм, потім на Берчан, Беркайн і, нарешті, на Берікон.
Спочатку окремі поселення Унтерберікон (Нижній Берікон) і Оберберікон (Верхній Берікон) потрапили під територіальну зверхність міста Цюрих в 1415 році, коли Ааргау завоював Ейдгеноссен (Конфедерація). Пізніше, у 1471 році, Унтерберікон увійшов до складу Амт Рордорф у графстві Баден, тоді як Оберберікон потрапив під нагляд Келлерамта. 
Коли в 1798 році французи захопили Швейцарію і встановили Гельветичну республіку, обидві громади увійшли до недовговічного кантону Баден. Під час створення кантону Аргау в 1803 році обидві громади були об'єднані і приєднані до округу Бремгартен.
1 травня 1902 року було відкрито залізницю Бремгартен-Дітікон, завдяки чому Берікон отримав залізничне сполучення з рештою Швейцарії. Проте до початку 20-го століття Берікон залишався селищем, в якому в 1950 році проживало лише 900 мешканців, доки не стався раптовий бум будівельної активності. За тридцять років загальна кількість населення зросла на понад 150%. Сьогоднішнє населення приблизно в чотири рази більше, ніж у 1960-х роках. Берікон виріс разом із сусідніми муніципалітетами і сьогодні є частиною агломерації Цюриху. 

## Географія
Громада розташована на відстані близько 85 км на північний схід від Берна, 26 км на схід від Аарау.
Берікон має площу 5,4 км², з яких на 22,1% дозволяється будівництво (житлове та будівництво доріг), 45,5% використовуються в сільськогосподарських цілях, 32,3% зайнято лісами, 0,2% не є продуктивними (річки, льодовики або гори).

## Демографія
2019 року в громаді мешкало 4756 осіб (+3,5% порівняно з 2010 роком), іноземців було 18,2%. Густота населення становила 884 осіб/км².
За віковим діапазоном населення розподілялося таким чином: 20,7% — особи молодші 20 років, 59,5% — особи у віці 20—64 років, 19,8% — особи у віці 65 років та старші. Було 2103 помешкань (у середньому 2,2 особи в помешканні).
Із загальної кількості 1510 працюючих 36 було зайнятих в первинному секторі, 169 — в обробній промисловості, 1305 — в галузі послуг.